# 볼린저 밴드
볼린저 밴드(영어: Bollinger Bands)는 1980년대 존 볼린저가 개발하고 2011년 상표권 취득한 주가 기술적 분석 도구이다. 트레이딩 밴드 개념에서 발전된 볼린저 밴드와 상대지표 그리고 대역폭은 이전 거래와의 상대적 가격의 높음과 낮음을 판단하는 데 사용된다. 볼린저 밴드는 켈트너 채널과 비슷한 변동성 지표이다. 볼린저 밴드는 주가가 이동평균선 중심으로 표준편차 범위 안에서 움직인다는 전제로 개발되었다.

## 구성
볼린저 밴드는 다음과 같이 구성된다.
- N기간 동안의 이동평균(MA)
- 이동평균 위의 K배 표준편차 상위 밴드
- 이동평균 아래의 K배 표준편차 하위 밴드

일반적으로 N과 K의 값은 20과 2이다. 평균값의 기본 선택의 단순 이동 평균이지만, 필요에 따라 다른 종류의 평균값을 쓸 수 있다. 지수 이동 평균(Exponential moving averages)은 일반적인 대안이다. 대개 중간 밴드와 표준 편차의 계산을 위해 같은 기간을 사용한다.

## 목적
볼린저 밴드의 목적은 가격의 상대적 높고 낮음에 대한 판단의 정의를 제공하는 것이다. 정의에 의하면 주가는 상단 밴드에서는 높고, 하단 밴드에서는 낮다고 본다.
즉, 볼린저 밴드의 상단에 가까워 질수록 주가가 하락할 가능성이 높고, 반대로 볼린저 밴드의 하단에 가까워질수록 주가가 다시금 상승할 가능성이 높다. 이러한 볼린저 밴드를 활용한 매매전략을 세워볼 수 있다.